# Светлодарская городская община
Светлодарская городская общи́на (укр. Світлодарська міська громада) — территориальная община в Бахмутском районе Донецкой области Украины.
Местное самоуправление в общине отсутствует, так как по соображениям безопасности невозможно провести выборы в городской совет. Община управляется военно-гражданской администрацией. Из-за того, что ВС РФ контролируют почти все населенные пункты(в том числе и административный центр), военно-гражданская администрация находится в Краматорске.
Административный центр — город Светлодарск.
Население составляет 32 063 человека. Площадь — 287,4 км².

## Населённые пункты
В состав общины входит 1 город (Светлодарск), 3 пгт
- Зайцево
- Луганское
- Мироновский

11 сёл
- Воздвиженка
- Дача
- Кодема
- Криничное
- Николаевка
- Николаевка Вторая
- Лозовое
- Мироновка
- Отрадовка
- Рассадки
- Семигорье

и 5 посёлков
- Гладосово
- Доломитное
- Новолуганское
- Роты
- Травневое